# Austrolimnophila ephippigera
Austrolimnophila ephippigera är en tvåvingeart som beskrevs av Alexander 1946. Austrolimnophila ephippigera ingår i släktet Austrolimnophila och familjen småharkrankar.
Artens utbredningsområde är Zimbabwe. Inga underarter finns listade i Catalogue of Life.